# Dikembe
Dikembe — американський рок-гурт з Гейнсвілла, штат Флорида, заснований у 2010 році.
Музика гурту Dikembe була класифікована як емо, панк-рок, інді-рок.

## Історія
Гурт Dikembe було створено в грудні 2010 року. У 2011 році гурт вирушив у зимовий тур разом з гуртом You Blew It!.
В наступному році гурт Dikembe підписав контракт з лейблом Tiny Engines і випустив свій дебютний студійний альбом Broad Shoulders.
У 2013 році гурт покинув Кенні Джуетт, його замінив Ренді Редделл. В цьому ж році гурт вирушив у літній тур із гуртом Signals Midwest.
Вони випустили свій другий студійний альбом Mediumship у 2014 році.
У 2016 році гурт випустив свій третій студійний альбом Hail Something на новоствореному лейблі Death Protector Collective.
У жовтні 2017 році до гурту Dikembe приєднався гітарист Енді Анайя з гурту You Blew It!.
У 2020 році гурт Dikembe підписав контракт з лейблом Skeletal Lightning і випустив свій ймовірно найвідоміший альбом, Muck.

## Учасники гурту

### Поточні
- Девід Белл (David Bell) — барабани (2010 — теперішній час)
- Стівен Грей (Steven Gray) — гітара/вокал (2010 — теперішній час)
- Ренді Редделл (Randy Reddell) — бас (2013 — теперішній час)
- Енді Аная (Andy Anaya) — гітара (2017 — теперішній час)
- Скотт Карр (Scott Carr) — гітара (2022 — теперішній час)

### Колишні
- Раян Віллемс (Ryan Willems) — гітара (2010—2016)
- Кенні Джуетт (Kenny Jewett) — бас (2011—2013)
- Майк Джонс (Mike Jones) — гітара (2015)
- Нік Ноттебаум (Nick Nottebaum) — бас (2018)
- Росс Папітто (Ross Papitto) — бас (2014)
- Макс Стерн (Max Stern) — гітара (2015) Fest 14[7]
- Еван Вайс (Evan Weiss) — вокал (2015) Лише Fest 14[7]
- Крістіан Холден (Christian Holden) — вокал (2015) Лише Fest 14[7]

## Дискографія

### Студійні альбоми
- Broad Shoulders (2012)
- Mediumship (2014)
- Hail Something (2016)
- Muck (2020)

### Мініальбоми
- Chicago Bowls (2011)
- Ledge (2015)
- Game Over (2021)

### Живі альбоми
- Live at Loosey's (2016)

### Спліти
- Dikembe / You Blew It! — Fulfill the Prophecy (2011)
- Dikembe / Hightide Hotel / Jet Set Sail / Monument (2013)
- Dikembe / The Hotelier / Modern Baseball / Old Gray / Empire! Empire! (I Was a Lonely Estate) / Pentimento — Fest 12"
- Pet Symmetry / Dikembe (2013)
- Dikembe / Jazz June (2014)
- Dikembe / Prince Daddy & The Hyena / Expert Timing / Henrietta — DPC Mixtape #1 (2017)